# Aldeatejada (kommunhuvudort)
Aldeatejada är en kommunhuvudort i Spanien. Den ligger i provinsen Provincia de Salamanca och regionen Kastilien och Leon, i den centrala delen av landet, 180 km väster om huvudstaden Madrid. Aldeatejada ligger 795 meter över havet och antalet invånare är 873.
Terrängen runt Aldeatejada är huvudsakligen platt. Aldeatejada ligger nere i en dal. Runt Aldeatejada är det glesbefolkat, med 15 invånare per kvadratkilometer. Närmaste större samhälle är Salamanca, 5,8 km norr om Aldeatejada. Trakten runt Aldeatejada består till största delen av jordbruksmark.